# مسجد لرزادة
مسجد لرزادة هو مسجد تاريخي يعود إلى عصر الدولة البهلوية، ويقع في طهران.